# Derek Gardner

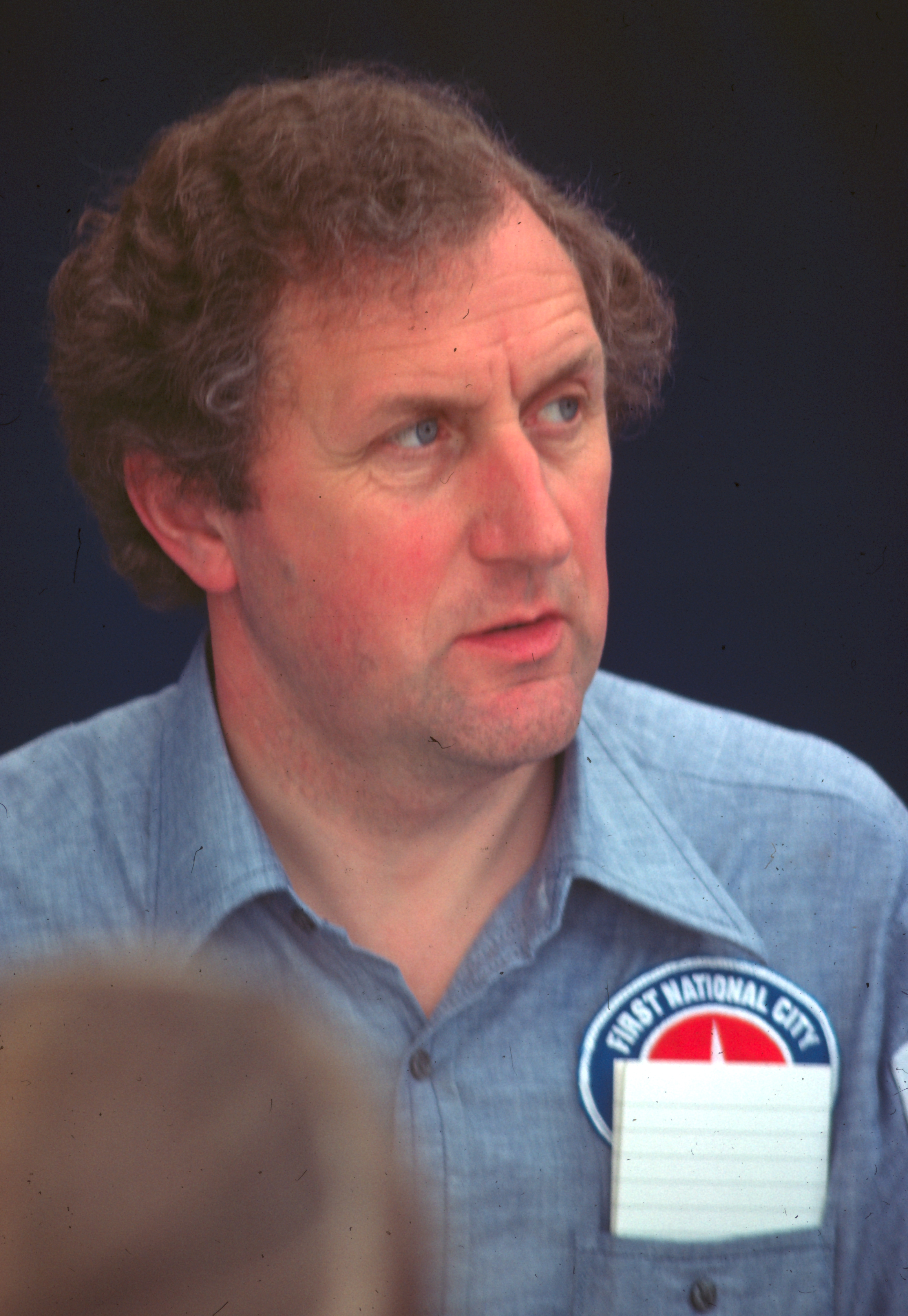
Derek Gardner dans le Padock à Monaco en 1977

Derek Gardner, né le 19 septembre 1931 à Warwick et mort le 7 janvier 2011 à Lutterworth (Leicestershire), est un ingénieur britannique. 

## Biographie
Rencontrant Ken Tyrrell dans un pub alors qu'il dessine des transmissions, il entre chez Matra en 1970. Il dessine les Tyrrell championnes du monde en 1971 et 1973. 
En 1976 il se fait connaître grâce à la Tyrrell P34 qui remporte le Grand Prix de Suède ce qui constitue l'unique victoire d'une voiture à six roues. En 1977, il se retire pour concevoir des bateaux, et ce jusqu'à sa retraite.